# Gema Balbás
Gema Balbás (Madrid, 9 de mayo de 1976) es una presentadora española de televisión.

## Trayectoria profesional
Comenzó su andadura televisiva y artística como azafata del programa de TVE Un, dos, tres... responda otra vez en 1992. Cuando la temporada del concurso concluyó fue fichada por Telecinco para ser azafata del Telecupón, programa del que después pasó a otros como ¿De qué parte estás? (1994-95) con José María Íñigo, Llévatelo calentito con Los Morancos o un programa vespertino en el que colaboraba con Belén Rueda.
Más tarde fue fichada por Cosmopolitan TV donde presentó programas como La mirada del gato, que después se llamó La mirada Cosmo o Especial Mujeres Cosmo.
Después de un breve paso por Canal Cocina interviniendo en el espacio En casa de ellas, fue contratada por Telecorazón, canal en el que lleva desde sus inicios.
Presentadora de Televisión Española que ha aparecido en programas como Sola en la ciudad del canal Telecorazon, Gente de TVE haciendo una sustitución de verano y Padres en apuros, desde 2005, también en TVE.
En 2006 siguió como presentadora de ¿De qué hablan las mujeres? en Telecorazón, un programa nocturno y en 2007, se hizo cargo, junto a David Alemán del programa Directo al corazón.
En 2008 vuelve a TVE para presentar Escuela de padres en apuros que se emitió en La 2. Un año más tarde se puso al frente del magazine de Telecinco El buscador de historias, junto a Ramón Sánchez Ocaña, que condujo entre abril y noviembre.
Desde 2010 trabaja en la empresa Unit Elements como Account Manager.